# Айдт, Найя Мария
Найя Марие Айдт (дат. Naja Marie Aidt; род. 24 декабря 1963 года, Аасиаат, Гренландия) — датская писательница и поэтесса.

## Биография
Найя Марие Айдт родилась в Гренландии, но выросла в Копенгагене. В 1991 году Айдт опубликовала свой первый сборник стихов «Пока я ещё молода» (дат. Så længe jeg er ung). С 1993 года она всецело посвящает себя литературному творчеству. В 1994 году писательнице была присуждена трёхлетняя стипендия Датского фонда поддержки искусств. В 2008 году Айдт получила самую престижную литературную премию, присуждаемую скандинавским писателям, — Литературную премию Северного совета за сборник рассказов 2006 года «Павиан» (дат. Baboon). Этот сборник также получил премию Датских литературных критиков (дат. Danish Kritikerprisen) в 2006 году.
Из рецензии на сборник «Павиан»:

Это рассказы-предостережения, но они ещё и гимн человечности, гимн радости бытия, тому, что мы живы и можем дышать, ходить, видеть, слышать и любить, и пока мы живы, мы можем меняться.— Ольга Дробот

## Публикации на русском языке
- Рассказы// Иностранная литература, 2010, № 7